# عبد الرشيد الصادق محمودي
عبد الرشيد الصادق محمودي هو كاتب وروائي وشاعر مصري، وباحث في مجالات الفلسفة والنقد وتاريخ الأدب.

## دراسته
درس الفلسفة في جامعتي القاهرة ولندن، وحصل على الدكتوراه في مجال دراسات الشرق الأوسط من جامعة مانشستر في إنجلترا.

## حياته العملية
بدأ حياته العملية مترجمًا في منظمة الأمم المتحدة للتربية والعلم والثقافة (يونيسكو)، ثم أصبح رئيسًا لتحرير الطبعة العربية من مجلة «رسالة اليونسكو». كما بدأ بكتابة الشعر في ستينيات القرن العشرين.
وفي مجال الإذاعة، عمل بالكتابة الإذاعية للبرنامج الثاني في إذاعة القاهرة، وللقسم العربي في إذاعة بي بي سي بلندن. عمل عبد الرشيد بالتأليف، اشتهر بكتاباته المرجعية عن طه حسين.

## مؤلفاته
ترجمت روايته بعد القهوة للإنجليزية بواسطة لنشوى غوانلوك لدار جامعة حمد بن خليفة للنشر، وتدور الرواية حول النسيج الاجتماعي والطبيعة الطبوغرافية والملامح الأنثروبولوجية للقرية المصرية في أربعينيات القرن العشرين.
| م  | العمل                                                                                   | دوره         | عام الإصدار         | الناشر                                                                                | عدد الصفحات     | رقم تعريفي                                                  | مراجع                              |
| -- | --------------------------------------------------------------------------------------- | ------------ | ------------------- | ------------------------------------------------------------------------------------- | --------------- | ----------------------------------------------------------- | ---------------------------------- |
| 1  | فلسفتي كيف تطورت                                                                        | ترجمة وتحقيق | 1960 2012 2018      | مكتبة الأنجلو المصرية المركز القومي للترجمة                                           | 266 271 272     | (ردمك 9789777043595)                                        | [ 6 ] [ 7 ] [ 8 ] [ 9 ] [ 10 ]     |
| 2  | أبعاد جديدة لمعارك طه حسين الفكرية : لماذا زعم طه حسين أن لديه مخطوطات لم تنشر لديكارت؟ | مؤلف         | 1984                | دار الهلال                                                                            |                 |                                                             | [ 11 ]                             |
| 3  | الأدب و الحرية                                                                          | مؤلف         | 1985                | دار الهلال                                                                            |                 |                                                             | [ 12 ]                             |
| 4  | طه حسين من الشاطئ الآخر: كتابات طه حسين الفرنسية                                        | مترجم        | 1990 1990 1997 2008 | شركة المطبوعات للتوزيع و النشر المركز القومي للترجمة دار الهلال المركز القومي للترجمة | 208 248 305 245 | (ردمك 9789774376672)                                        | [ 13 ] [ 14 ] [ 15 ] [ 16 ] [ 17 ] |
| 5  | طه حسين: الكتابات الأولى                                                                | محرر         | 2002                | دار الشروق                                                                            | 263             |                                                             | [ 18 ] [ 19 ]                      |
| 6  | اللورد شعبان                                                                            | مؤلف         | 2003                | الهيئة العامة لقصور الثقافة                                                           | 280             | (ردمك 9773054519)                                           | [ 20 ]                             |
| 7  | طه حسين: من الأزهر إلى السوربون                                                         | مؤلف         | 2003                | المجلس الأعلى للثقافة                                                                 | 324             |                                                             | [ 21 ] [ 22 ]                      |
| 8  | طه حسين: بين السياج والمرايا                                                            | مؤلف         | 2005 2015           | عين للدراسات والبحوث الانسانية والاجتماعية الهيئة العامة للكتاب                       | 203 272         | (ردمك 9789779104102، وردمك 9789773221539، وردمك 9773221539) | [ 23 ] [ 24 ]                      |
| 9  | حبا في أكلة لحوم البشر                                                                  | مؤلف         | 2006                | مركز الحضارة العربية                                                                  | 94              |                                                             | [ 25 ]                             |
| 10 | ركن العشاق                                                                              | مؤلف         | 2007                | الهيئة العامة لقصور الثقافة                                                           | 182             | (ردمك 9774372859)                                           | [ 26 ]                             |
| 11 | أدباء ومفكرون                                                                           | مؤلف         | 2008                | المجلس الأعلى للثقافة                                                                 | 159             | (ردمك 9774378024، وردمك 9789774378027)                      | [ 27 ] [ 28 ]                      |
| 12 | زائرة الأحد                                                                             | مؤلف         | 2009                |                                                                                       | 113             |                                                             | [ 29 ]                             |
| 13 | عندما تبكي الخيول                                                                       | مؤلف         | 2009                | دار الهلال                                                                            |                 | (ردمك 9770713503)                                           | [ 30 ]                             |
| 14 | محاكمة اليهودي المارق ومقالات أخرى                                                      | مؤلف         | 2009                | المجلس الأعلى للثقافة                                                                 | 132             |                                                             | [ 31 ] [ 32 ]                      |
| 15 | المنطق: نظرية البحث                                                                     | مقدّم         | 2010                | المركز القومي للترجمة                                                                 | 856             | (ردمك 9789777044776)                                        | [ 33 ] [ 34 ]                      |
| 16 | غربة الملك الضليل: ومقالات أخرى                                                         | مؤلف         | 2012                | المجلس الأعلى للثقافة                                                                 | 166             |                                                             | [ 35 ]                             |
| 17 | بعد القهوة                                                                              | مؤلف         | 2013                | الدار العربية للكتاب الدار المصرية اللبنانية                                          | 417 421         | (ردمك 9789772936953)                                        | [ 36 ]                             |
| 18 | الموسوعة الفلسفية المختصرة                                                              | مترجم        | 2013 2016           | المركز القومي للترجمة دار القلم للطباعة و النشر                                       | 485 616         |                                                             | [ 37 ] [ 38 ]                      |
| 19 | ثلاثة دروس في ديكارت                                                                    | تقديم        | 2014                | المركز القومي للترجمة                                                                 | 59              |                                                             | [ 39 ]                             |
| 20 | الأوراق المجهولة: مخطوطات طه حسين الفرنسية                                              | ترجمة وتحقيق | 2016                | المركز القومي للترجمة                                                                 |                 | (ردمك 9789779204345، وردمك 9779204342)                      | [ 40 ]                             |
| 21 | فلاسفة الأندلس: سنوات المحنة والنفي والتكفير: ابن باجة، ابن طفيل، ابن رشد               | مؤلف         | 2018                | الدار المصرية اللبنانية                                                               | 198             | (ردمك 9789777951241)                                        | [ 41 ] [ 42 ] [ 43 ]               |
| 22 | الغريب والنهر                                                                           | مؤلف         | 2019                | الهيئة العامة لقصور الثقافة                                                           | 129             |                                                             | [ 44 ]                             |
| 23 | الإسلام خارج الحدود                                                                     | مؤلف         | 2020                | المجلس الأعلى للثقافة                                                                 | 121             | (ردمك 977921917X، وردمك 9789779219172)                      | [ 45 ]                             |